# Número 71
El Número 71 (第71号艦 dai nanajyūichi gōkan?) fue un submarino experimental de la Armada Imperial Japonesa.

## Historial
Pese a tratarse de un diseño experimental, el usual secretismo con el que la Armada rodeaba a sus proyectos llevó a que el submarino recibiese el muy convencional nombre de embarcación número 71. El 71 era básicamente un diseño reducido de un submarino de alta velocidad, sobre todo en inmersión. De hecho, resultó el más veloz submarino construido cuando inició sus pruebas de mar, aunque sus prestaciones resultaron por debajo de las estimaciones de 18 nudos en superficie y 25 en inmersión. La ceremonia de botadura se limitó a depositar al ya prácticamente finalizado submarino en el agua tras cargarlo en una grúa.
La velocidad en superficie se vio mermada debido a dos factores. El escaso desplazamiento hacía complicado dirigir al 71, pero el principal problema fue la imposibilidad de conseguir los motores diésel de Daimler-Benz originalmente pensados para la nave. En su lugar hubo que instalar motores diésel japoneses de menor rendimiento. Ello también tuvo incidencia en la autonomía, que de las estimadas 3.830 millas náuticas a 12/12,5 nudos, quedó reducida a 2.200 nmi. Sin embargo, la autonomía en inmersión superó la estimación inicial de 33 nmi a 7 nudos, para alcanzar las 38 nmi.
Tras ser exhaustivamente probado, el 71 fue desguazado, no sin antes ofrecer valiosa información que fue posteriormente empleada en otros submarinos de alta velocidad, como los de la Clase I-201.